# Burgstall Heroldstein
Der vermutlich hochmittelalterliche Burgstall Heroldstein ist der Rest einer abgegangenen Höhenburg, die sich einst auf einem Felsriff am Rande des Trockentales der Leinleiter erhob. Der Burgstall befindet sich südlich des Kirchdorfes Hohenpölz in der Gemeinde Heiligenstadt in Oberfranken im oberfränkischen Landkreis Bamberg in Bayern, Deutschland. Die Burg ist vollkommen abgegangen, nur noch sehr wenige Reste zeugen von ihr; der Burgfels dient als Aussichtspunkt.

## Geographische Lage
Die Stelle der ehemaligen Burg liegt im nordwestlichen Bereich der Fränkischen Schweiz, einem Teil des Mittelgebirges Frankenjura, auf der Kuppe des gleichnamigen Heroldsteines auf 505 m ü. NN Höhe. Sie befindet sich etwa 990 Meter südsüdwestlich der katholischen Filialkirche Sankt Laurentius in Hohenpölz oder circa 18 Kilometer östlich von Bamberg.
In der Nähe befinden sich noch weitere ehemalige mittelalterliche Burgen, in südlicher Richtung die Schwedenschanze, eine frühmittelalterliche Befestigung über Oberleinleiter, der Burgstall Rothenstein auf dem 583,1 Meter hohen Altenberg und ein Turmhügel, der Rest der Turmhügel Zoggendorf, bei Zoggendorf. Der Burgstall Hoher Stein und das Schloss Greifenstein befinden sich in südöstlicher Richtung, südwestlich liegen zwei Burgställe auf dem Seigelstein und auf dem 540,3 Meter hohen Harzigen Stein.

## Geschichte der Burg
Über die Geschichte der ehemaligen Burg auf dem Heroldstein ist nur sehr wenig bekannt. Ihr Name wurde nur einmal in einer Geländebeschreibung vom 25. November 1356 urkundlich erwähnt, als Walter von Streitberg, damals Vogt von Königsfeld, einen Streit zwischen der Äbtissin Elisabeth vom Kloster Sankt Theodor in Bamberg und der Dorfmark zu Hohenpölz schlichtete: „…um die Leiten und Gmain daselbst unter dem Herolczstein gelegen“. Allerdings fehlte eine nähere Bezeichnung wie Veste oder Haus, so dass die Burg Heroldstein zu dieser Zeit wohl schon nicht mehr bestand.
Der Name der Burg Heroldstein setzt sich aus dem Personennamen Herold und Stein für Burg ab, bedeutet also Die Burg des Herold. Der Nürnberger Burgenforscher Hellmut Kunstmann hat nachgewiesen, dass Burgen mit der Zusammensetzung von Personennamen und Stein im fränkischen Raum auf ein hohes Alter zurückgehen. Als Beispiele sind zu nennen die Burg Gößweinstein die schon 1076 erstmals genannt wurde, die Burg Hiltpoltstein, Ersterwähnung 1109, die ehemalige Burg Gernotenstein bei Michelfeld, die in der Stiftungsurkunde des Klosters Michelfeld 1119 erwähnt wurde, und die Burg Pottenstein, die vermutlich zwischen 1057 und 1070 gegründet wurde. So könnte die Burg Heroldstein während des 11. oder 12. Jahrhunderts errichtet worden sein.
Ein Mitglied eines Adelsgeschlechtes mit dem Namen Herold war vermutlich der Gründer der Burg, welcher Familie er entstammte, ist unklar. Bei den edelfreien Herren von Aufseß gab es den Namen Herold mehrfach, so um 1114 mit Herold II. und 1137 mit Herold III, so dass sie eventuell als Erbauer der Burg in Frage kommen.
Die Funktion der Burg könnte in der Überwachung einer ganz in der Nähe gelegenen Kreuzung zweier Altstraßen gelegen haben. Die alte Hochstraße zog sich östlich der Burg Heroldstein vom Tal der Wiesent bei der Burg Streitberg über Veilbronn und Heiligenstadt in Oberfranken sowie über Hohenpölz nach Königsfeld hin, die zweite Straße erstreckte sich nördlich der Burg und führte von Zeegendorf, Teuchatz und Tiefenpölz über Hohenpölz und weiter über Neuhaus im Aufseßtal nach Hollfeld. 
Burg Heroldstein lag auch auf dem Territorium des Bistums Bamberg im Grenzgebiet zum Herrschaftsbereich der Schlüsselberger, so dass die Burg eventuell auch zur Grenzsicherung errichtet wurde.
Die Stelle der ehemaligen Burg ist mit Gras und Buschwerk bewachsen, von ihr sind nur noch der Burggraben und einige überwachsene Grundmauerreste vorhanden. Der frei zugängliche Burgstall dient als Aussichtsfelsen und ist über einen am Burgstall vorbeiziehenden Wanderweg von Hohenpölz zur Heroldsmühle zu erreichen.
Das vom Bayerischen Landesamt für Denkmalpflege als „Mittelalterlicher Burgstall“ erfasste Bodendenkmal trägt die Denkmalnummer D-4-6032-0103.